# 31 Vulpeculae

Constelación de Vulpecula, a la que pertenece 31 Vulpeculae (31 Vul / HD 198809 / HR 7995) su cuarta estrella más brillante

31 Vulpeculae (31 Vul / HD 198809 / HR 7995) es la cuarta estrella más brillante de la constelación de Vulpecula —la zorra—, tras Anser (α Vulpeculae), 23 Vulpeculae y 13 Vulpeculae. De magnitud aparente +4,58, no posee nombre propio ni denominación de Bayer, siendo conocida fundamentalmente por su número de Flamsteed.
31 Vulpeculae es una gigante amarilla de tipo espectral G7III con una temperatura superficial aproximada de 5113 K.
Su luminosidad es 54 veces mayor que la luminosidad solar y presenta un contenido metálico inferior al solar ([Fe/H] = -0,14).
Mediante interferometría se ha medido en banda K su diámetro angular (1,51 milisegundos de arco), lo que permite evaluar su diámetro, que resulta ser 11 veces más grande que el del Sol.
Gira sobre sí misma con una velocidad de rotación proyectada entre 5,9 y 6,7 km/s.
31 Vulpeculae tiene una masa —estimada a partir de la temperatura efectiva determinada mediante espectroscopia— de 2,6 masas solares y una edad aproximada de 720 millones de años.
Sus características son semejantes a las de Vindemiatrix (ε Virginis), Aldhibain (η Draconis) o δ Bootis.
Sin embargo, al estar a 216 años luz del sistema solar, su brillo es menor que el de cualquiera de ellas.